# Diocèse de Nuevo Laredo
Le diocèse de Nuevo Laredo (en latin : Dioecesis Novolaredensis ; en espagnol : Diócesis de Nuevo Laredo) est un diocèse de l'Église catholique du Mexique, suffragant de l'archidiocèse de Monterrey.

## Territoire

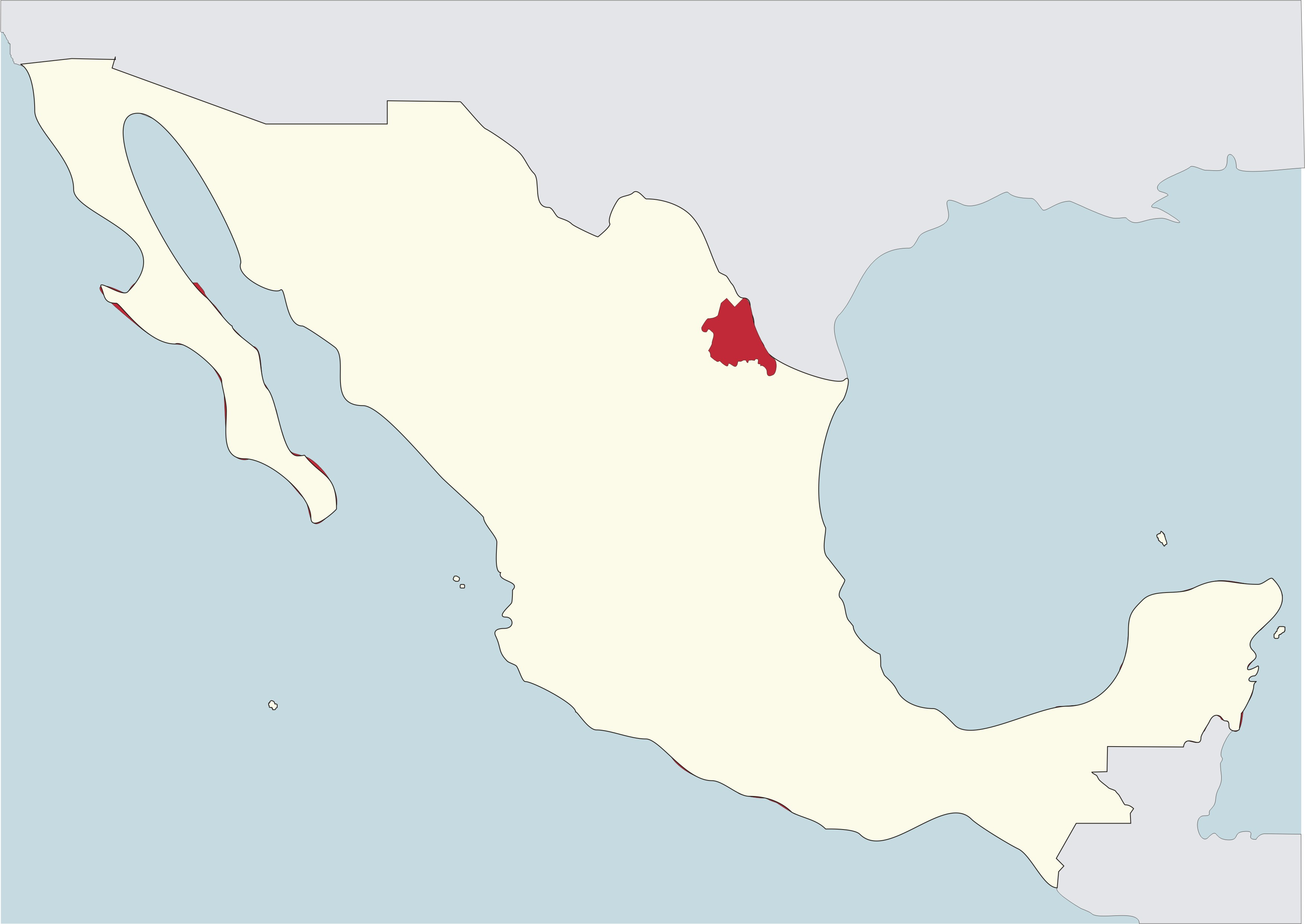
Diocèse de Nuevo Laredo en rouge sur la carte du Mexique

Il comprend les municipalités de Guerrero, Mier, Miguel Alemán, Nuevo Laredo de l'État de Tamaulipas et les municipalités d'Anáhuac, Bustamante, Lampazos de Naranjo, Parás, Sabinas Hidalgo, Vallecillo et Villaldama de l'État de Nuevo León.
Il possède un territoire d'une superficie de 19 378 km2 divisé en 43 paroisses. Le siège épiscopal est dans la ville de Nuevo Laredo, à la frontière avec les États-Unis, où se trouve la cathédrale du Saint-Esprit.

## Historique
Le diocèse est érigé le 6 novembre 1989 par la constitution apostolique Quo facilius du pape Jean-Paul II en prenant une partie du territoire du diocèse de Matamoros et de l'archidiocèse de Monterrey dont Nuevo Laredo devient suffragant.

## Évêques
- Ricardo Watty Urquidi, M.Sp.S (6 novembre 1989 - 21 février 2008), nommé évêque de Tepic
- Gustavo Rodríguez Vega (8 octobre 2008 - 1er juin 2015), nommé archevêque du Yucatán
- Enrique Sánchez Martínez, depuis le 16 novembre 2015